# Parastrebla handleyi
Parastrebla handleyi är en tvåvingeart som beskrevs av Wenzel 1966. Parastrebla handleyi ingår i släktet Parastrebla och familjen lusflugor. Inga underarter finns listade i Catalogue of Life.